# Horden
Horden – wieś w Anglii, w hrabstwie Durham. Leży 17 km na wschód od miasta Durham i 371 km na północ od Londynu.